# Spermodea
Spermodea är ett släkte av snäckor som beskrevs av Westerlund 1903. Spermodea ingår i familjen grässnäckor.
Släktet innehåller bara arten Spermodea lamellata.